# 蘇沃羅夫區

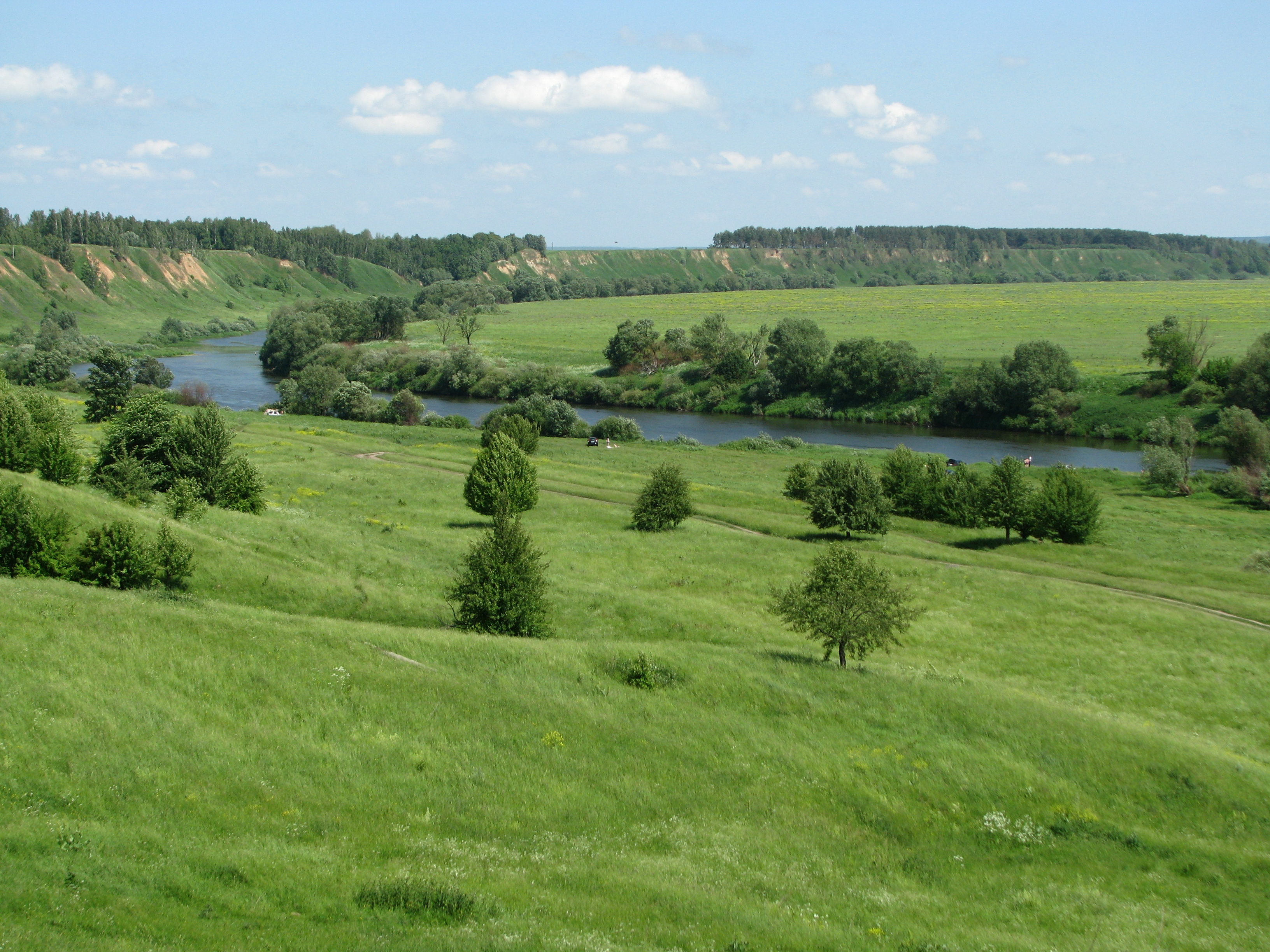

54°07′N 36°30′E / 54.117°N 36.500°E
蘇沃羅夫區（俄语：Суворовский район），是俄羅斯的一個區，位於該國西部，由圖拉州負責管轄，面積1,065平方公里，2010年該區人口37,637，人口密度每平方公里35.34人。